# Stephen Amell
Stephen Amell (n. 8 mai 1981) este un actor canadian și joacă în serialul de televiziune Arrow.

## Biografie
Stephen Amell s-a născut în Toronto, Ontario. Actorul Robbie Amell este vărul său. În data de 25 decembrie ( în ziua de Craciun) 2012, Amell s-a căsătorit cu actrița și modelul Cassandra Jean, într-o ceremonie restrânsă ce a avut loc în Caraibe și pentru a doua oară în New Orleans, pe 26 mai 2013. Cei doi au o fiică, Mavi Alexandra Jean Amell, născută pe data de 15 octombrie 2013.